# Glyphostoma bayeri
Glyphostoma bayeri é uma espécie de gastrópode do gênero Glyphostoma, pertencente a família Clathurellidae.